# Tejas de Morelos
Tejas de Morelos är en ort i Mexiko.   Den ligger i kommunen Ocotlán de Morelos och delstaten Oaxaca, i den sydöstra delen av landet, 400 km sydost om huvudstaden Mexico City. Tejas de Morelos ligger 1 477 meter över havet och antalet invånare är 635.
Terrängen runt Tejas de Morelos är platt österut, men västerut är den kuperad. Runt Tejas de Morelos är det ganska tätbefolkat, med 96 invånare per kvadratkilometer. Närmaste större samhälle är Trinidad Zaachila, 17,9 km norr om Tejas de Morelos. Omgivningarna runt Tejas de Morelos är en mosaik av jordbruksmark och naturlig växtlighet.